# Эренфройнд, Паскаль
Паскаль Эренфройнд (Pascale Ehrenfreund; род. 24 июня 1960) — австрийский астрономический физик, химик и биолог. Председатель исполнительного совета Германского центра авиации и космонавтики (с 2015), профессор Университета Джорджа Вашингтона (США, с 2008) и Лейденского университета (с 2004), исследователь NASA Astrobiology Institute (с 2008). В 2013—2015 годах — президент Австрийского научного фонда (Austrian Science Fund).
Auslandsösterreicher-Weltbund (2017).
В 1999 году её имя получил астероид 9826 Ehrenfreund.

## Биография
Окончила Венский университет, где в 1983—1988 гг. училась астрономии, биологии и генетике. Степень магистра молекулярной биологии с отличием получила в Институте молекулярной биологии Австрийской АН в Зальцбурге. Степень доктора философии по астрофизике получила в 1990 году в Парижском VII и Венском университетах. Хабилитировалась Venia Legendi по астрохимии с работой ‘Cosmic Dust’ в Венском университете в 1999 году. В 2008 году в Вебстерском университете получила степень магистра по менеджменту и лидерству. В 1990—1996 годах на позициях постдока, в частности в Лейденской обсерватории, где после вновь в 1999—2003 гг.: фелло, ассоциированный профессор. В 2002—2008 гг. адъюнкт-профессор Института астрономии Университета Неймегена. Профессор астробиологии: с 2003 года в Амстердамском университете, в 2004—2005 годах в Лейденском университете, и там же как приглашённый — с 2006 года по настоящее время. С 2005 по 2008 год заслуженный приглашённый учёный-консультант Лаборатории реактивного движения НАСА Калифорнийского технологического института.
С 2015 года — член AcademiaNet.
Замужем, двое детей.